# Deux mille ans d'histoire
Deux mille ans d'histoire (ou 2000 ans d’histoire) était une émission radiophonique crée par Patrice Gélinet  et diffusée sur France Inter à 13 h 30, après le journal de la rédaction de 13 h, du lundi au vendredi, de 1999 à 2011. L'émission fait suite aux Jours du siècle, créés par le même journaliste en 1996 et centrés sur le XXe siècle.

## Principe de l'émission
L'émission a su garder le même format pendant la décennie de sa diffusion. Chaque épisode est introduit par Patrice Gélinet, qui énonce le sujet, suivi par une citation illustrant le sujet et le générique Light and Shadow de Vangelis. Le cœur de l'émission consiste en une discussion entre Patrice Gélinet et son invité : l'invité est alors libre de traiter son sujet, orienté par le présentateur qui peut rajouter des informations. Cette discussion est interrompue par des extraits de films, de reportages, d'interviews, ou de musique se rapportant au sujet. Dans certains épisodes, Stéphanie Duncan procède à une revue de textes présentant une vue historique du sujet. L'émission se termine par les remerciements de Patrice Gélinet et la reprise de Light and Shadow.

## Conception de l'émission
La programmation de l’émission  est déterminée 4 à 5 semaines à l’avance. Chaque jour une nouvelle émission est préparée pour être diffusée ultérieurement. Chaque semaine l’équipe de Deux mille ans d’histoire reçoit de nombreux livres dont les thèmes sont variés. Un thème sera choisi selon les évènements « anniversaires » à traiter (dates historiques) ou selon la diversité de la programmation (pas plus de deux biographies par semaine, les évènements ne doivent pas concerner que le XXe siècle...). Une fois le livre, et par conséquent le thème, choisi, il faut donc étudier l’ouvrage et  le compléter avec d’autres sources de documentation. La recherche, et le montage, de la documentation sonore est un travail basé sur de la consultation d’archives cinéma, radio ou télévision du XXe siècle. Il faut également rechercher de la documentation écrite afin de compléter les informations présentes dans l'ouvrage retenu pour l’émission. La lecture du livre et la collecte de documentation permettent à Patrice Gélinet de rédiger un document de trois pages qui servira de conducteur lors de l’enregistrement de l’émission.
Les documents qui sont diffusés lors de l’émission afin d’illustrer ou de compléter le thème abordé sont soumis à des autorisations de diffusion. Cette documentation sonore provient dans la plupart des cas des archives de l’INA, Institut national de l’audiovisuel.
Le générique de l'émission est un extrait de Light and Shadow, issu de la bande originale du film 1492 : Christophe Colomb (musique de Vangelis).

## Historique de l'émission
Le premier épisode « Attila 451 » (diffusé pour la première fois le lundi 30 août 1999) est consacré à l'invasion de la Gaule par Attila, roi des Huns en 451 et a pour parrain l'historien Pierre Riché. Près de 12 ans plus tard, le dernier épisode « la campagne d'Italie » (diffusé le vendredi 25 février 2011, rediffusion du mardi 7 décembre 2010) est consacré à l'invasion du Piémont-Sardaigne par le général Bonaparte de 1796 à 1797 et a pour invité l'historien Thierry Lentz.
Le 17 décembre 2009, l'émission fête ses dix ans avec plus de 2 000 épisodes à son actif, par une émission spéciale sur l'histoire des médias. Exceptionnellement en public depuis le studio 106, cette émission regroupe quatre invités autour de Patrice Gélinet : Patrick Rotman, Marc Ferro, Alain Decaux et Pierre Baron. À cette occasion, Patrice Gélinet annonce que Deux mille ans d'histoire est l'émission la plus podcastée de la radio française statistiques de Médiamétrie à l'appui (925 000 téléchargements en novembre 2009).
Le 21 janvier 2011, Patrice Gélinet annonce la fin de sa participation à l'émission à la suite de sa nomination par le président de l'Assemblée nationale, Bernard Accoyer, au CSA en remplacement de Sylvie Genevoix. La loi dispose en effet que « les fonctions de membre du CSA sont incompatibles avec tout mandat électif, tout emploi public et toute autre activité professionnelle ». Après un mois de rediffusion, l'émission est remplacée à partir du 28 février 2011 par La Marche de l'histoire animée par Jean Lebrun, qui en reprend le principe et le format.

## Réalisation
L'émission radiophonique fut animée et produite par Patrice Gélinet depuis le 30 août 1999 jusqu'au 21 janvier 2011, réalisée par Anne Kobylak puis Jacques Sigal et documentée par Emmanuelle Fournier, Claire Destacamp, Clarisse Le Gardien et Franck Olivar.